# Fed Cup 2017 Wereldgroep I play-offs
De Fed Cup 2017 Wereldgroep I play-offs vormden een naspel van de Fed Cup 2017, waarin promotie en degradatie tussen de twee hoogste niveaus (Wereldgroep I en Wereldgroep II) werden bevochten.
De wedstrijden werden gespeeld op 22 en 23 april 2017.

## Reglement
De vier verliezende teams van de eerste ronde van Wereldgroep I en de vier winnaars van Wereldgroep II nemen aan dit naspel deel. Het ITF Fed Cup comité bepaalt welke vier landen geplaatst worden, aan de hand van de ITF Fed Cup Nations Ranking. Hun tegenstanders worden door loting bepaald. Welk land thuis speelt, hangt af van hun vorige ontmoeting (om de andere), dan wel wordt door loting bepaald als zij niet eerder tegen elkaar speelden. Een landenwedstrijd bestaat uit (maximaal) vijf "rubbers": vier enkelspelpartijen en een dubbelspelpartij. Het land dat drie "rubbers" wint, is de winnaar van de landenwedstrijd. De vier winnende landen plaatsen zich voor de Fed Cup Wereldgroep I in het jaar erop. De vier verliezende landen zullen in het volgend jaar deelnemen in Wereldgroep II.

## Deelnemers
In 2017 namen de volgende acht landen deel aan de Wereldgroep I play-offs:
- Duitsland (verloor van Verenigde Staten in Wereldgroep I)
- Frankrijk (verloor van Zwitserland in Wereldgroep I)
- Nederland (verloor van Wit-Rusland in Wereldgroep I)
- Spanje (verloor van Tsjechië in Wereldgroep I)
- België (won van Roemenië in Wereldgroep II)
- Oekraïne (won van Australië in Wereldgroep II)
- Rusland (won van Taiwan in Wereldgroep II)
- Slowakije (won van Italië in Wereldgroep II)

## Plaatsing, loting en uitslagen
Geplaatste teams hebben het plaatsingcijfer tussen haakjes.
| locatie    | ondergrond | thuisspelend land | uitslag | uitspelend land |
| ---------- | ---------- | ----------------- | ------- | --------------- |
| Roanne     | gravel (i) | Frankrijk (1)     | 4-0     | Spanje          |
| Moskou     | gravel (i) | Rusland (2)       | 2-3     | België          |
| Stuttgart  | gravel (i) | Duitsland (3)     | 3-2     | Oekraïne        |
| Bratislava | gravel (i) | Slowakije         | 2-3     | Nederland (4)   |

### Vervolg
- Duitsland, Frankrijk en Nederland handhaafden hun niveau, en bleven in Wereldgroep I.
- België promoveerde van Wereldgroep II in 2017 naar Wereldgroep I in 2018.
- Oekraïne, Rusland en Slowakije wisten niet te ontstijgen aan Wereldgroep II.
- Spanje degradeerde van Wereldgroep I in 2017 naar Wereldgroep II in 2018.